# Palpomyia lacorum
Palpomyia lacorum är en tvåvingeart som beskrevs av Debenham 1989. Palpomyia lacorum ingår i släktet Palpomyia och familjen svidknott. Inga underarter finns listade i Catalogue of Life.